# Goodbye (álbum de Cream)
Goodbye es el cuarto y último álbum de estudio del grupo británico de rock psicodélico, Cream. Editado en 1969 constaba de tres canciones inéditas y de tres canciones grabadas en directo en Los Ángeles, California. El álbum llegó a #1 en el Reino Unido y al #2 en Estados Unidos.

## Lista de canciones

#### Grabadas enThe Forum, Los Ángeles, el 19 de octubre de 1968
1. "I'm So Glad" (Skip James) – 9:13
2. "Politician" (Jack Bruce, Pete Brown) – 6:20
3. "Sitting on Top of the World" (Chester Burnett) – 5:04

#### En el estudio
1. "Badge" (Eric Clapton, George Harrison) – 2:47
2. "What a Bringdown" (Ginger Baker) – 3:57
3. "Doing That Scrapyard Thing" (Bruce, Brown) - 3:14
4. "Anyone For Tennis" (Clapton, Martin Sharp) – 2:35 (Bonus Track de la Reedición en disco compacto)

## Miembros
- Jack Bruce – bajo, voz principal, piano y órgano Hammond en "Doing That Scrapyard Thing" y "What a Bringdown".
- Eric Clapton – guitarra, voces.
- Ginger Baker – batería, percusión, voces.

### Otros
- Felix Pappalardi – piano, mellotron, bajo en "What a Bringdown".
- George Harrison (acreditado bajo el alias "L'Angelo Misterioso") – guitarra rítmica y coros en "Badge".

- Datos: Q746251